# Jeremiah Arkham
 (août 2014).
Si vous disposez d'ouvrages ou d'articles de référence ou si vous connaissez des sites web de qualité traitant du thème abordé ici, merci de compléter l'article en donnant les références utiles à sa vérifiabilité et en les liant à la section « Notes et références ».
Jeremiah Arkham est un personnage de fiction appartenant à l'univers de DC Comics et plus précisément à l'univers de Batman. Il a été créé en juin 1992 par Alan Grant et Norm Breyfogle dans le comics Shadow of the Bat #1. Il est le neveu de Amadeus Arkham, fondateur de l'asile d'Arkham, et par conséquent son héritier direct, et le nouveau directeur de l'Asile d'Arkham.

## Biographie

### Début de sa vie
Peu de choses sont connues sur son enfance et on ne connait pas non plus ses parents. La seule chose que l'on sait de son enfance c'est que lorsqu'il avait 8 ans, il fut pris en otage par un malade échappé de l'asile dans un magasin, mais loin d'avoir peur, il garda son calme et réussit même à pousser le preneur d'otage au suicide en discutant simplement avec lui à la manière d'une thérapie (révélant très tôt son don pour la psychiatrie et la manipulation psychologique).

### En tant que directeur de l'Asile
Quelques années après la mort de son oncle, Jeremiah décida de mettre à profit ses talents de psychiatre en prenant la charge de l'Asile d'Arkham.
Il apparaît le plus souvent en tant que personnage « allié » secondaire dans les aventures de Batman. Mais lors de l'arc Batman: Battle for the Cowl, il devint l'antagoniste principal en adoptant l'identité de Black Mask, à cause d'un trouble dissociatif de l'identité et du premier Black Mask, Roman Sionis étant mort.

### Le nouveau 52
Après les événements de Flashpoint, Jeremiah Arkham est de nouveau le directeur de l'Asile d'Arkham et Roman Sionis est de nouveau Black Mask.

## Pouvoirs et capacités
Jeremiah Arkham ne possède pas de pouvoirs à proprement parler mais sa capacité innée à manipuler les gens constitue en soi son "pouvoir" et fait de lui un adversaire de taille pour Batman sur le plan psychologique.
Jeremiah possède également un diplôme de médecine en psychiatrie et est un grand stratège, comme il le montra lorsqu'il adopta l'identité de Black Mask. De plus, même sans être un combattant exceptionnel, Arkham a réussi à neutraliser Victor Zsasz, qui tentait de le tuer. Il possède également une aide financière importante due à l'héritage de son oncle.

## Œuvres où le personnage apparaît

### Comics (non exhaustive)
- Batman: The Last Arkham
- Batman: Knightfall
- Batman: No Man's Land
- Arkham Asylum: Living Hell
- Batman: Arkham Reborn
- Batman: Battle for the Cowl
- Batman: Life After Death

### Jeux vidéo
Jeremiah Arkham apparaît dans les jeux vidéo suivants :
- 2003 : Batman: Dark Tomorrow, voix : Ralph Byers
- 2008 : Lego Batman, le jeu vidéo (uniquement dans la version DS du jeu)
- 2011 : DC Universe Online, voix : David Jennison